# なまはげ館
なまはげ館（なまはげかん）は、秋田県男鹿市にある資料館である。

## 概要
男鹿真山伝承館に隣接。国の重要無形民俗文化財にも指定され、男鹿半島の民俗行事としても知られるなまはげの歴史資料などを展示している。男鹿地域各地の実際のなまはげも展示されており、なまはげの衣装を実際に着ることのできるコーナーも設けられている。
外壁は男鹿産出の寒風石による石積み造りとなっており、内装には秋田杉が使われている。

## 沿革
- 1999年7月23日 - 開館。
- 2013年4月 - リニューアルオープン。

## 施設概要
- 神秘のホール
- なまはげ勢ぞろい
  - 男鹿市内各地で実際に使われていた110体＆40枚（計150枚）のナマハゲが展示されている。
- なまはげ伝承ホール
  - 200人が座ることができ、スクリーンで映像を公開。毎年行われている大晦日のなまはげの様子を綴ったオリジナル映画「なまはげの一夜」が30分おきに上映されている。
- 企画展示コーナー
- なまはげ変身コーナー
- お土産・グッズ販売コーナー

## 入館料
入館料は税抜
出典: 
- 個人
  - 一般 550円、小中高生 275円
- 団体(15人以上)
  - 495円、小中高生 220円

隣接する男鹿真山伝承館との共通入館料もあり。

## 開館時間
- 8:30 - 17:00[4]

## 休館日
- なし（年中無休）[4]

## アクセス
- 車
  - 秋田自動車道昭和男鹿半島I.Cから40分[5]。
  - 秋田フェリーターミナルから50分[5]。
  - JR男鹿線羽立駅から20分[5](タクシー15分[3])。

## 周辺
- 真山神社
- 真山の万体仏